# Німецька школа в Києві
Німецько-українська міжкультурна школа в м. Києві (нім. Deutsche Schule Kiew) — одна із розташованих за межами Німеччини німецьких міжнародних шкіл, яка має офіційний статус німецької школи за кордоном, і якою опікується Центральне управління шкіл за кордоном (нім. Zentralstelle für das Auslandsschulwesen — «ZfA») Федерального управління адміністрації Німеччини (нім. Bundesverwaltungsamt). Має статус «Взірцевої німецької школи за кордоном» (Exzellente Deutsche Auslandsschule).

## Коротка історія
Урочисте відкриття школи було приурочене до святкування «Дня знань», і відбулося 1 вересня 2008 року за участі Надзвичайного і Повноважного Посла Федеративної республіки Німеччини доктора Ганса-Юргена Гаймзьота.
Заняття проводилися за адресою Платонівський провулок, 3. Першими учнями були, в основному, діти громадян Німеччини, німецькомовних громадян інших держав та репатріантів. З метою надання можливості здобути німецьку освіту усім бажаючим школа почала проводити активну діяльність з популяризації освітніх програм і можливостей їх опанування. 30 вересня 2008 року у школі було проведено «День відкритих дверей». Для залучення дітей українців німецького походження, німецькомовних українців і усіх бажаючих, які навіть не мали практики розмовної німецької мови, при школі були організовані підготовчі заняття, які проводилися у пообідню пору двічі на тиждень. Перші такі заняття розпочалися 6 жовтня 2008 року. Для усіх зацікавлених батьків було організовано прийом у Посольстві Німеччини в Україні, який проходив 23 лютого 2009 року. Адміністрацією школи приймається рішення про можливість зарахування до школи дітей педагогів та про необхідність надання грантів талановитим учням, батьки яких працюють в школі.
З «дорослішанням» школи і її учнів, та зі зростанням їх кількості виникла проблема розширення і у 2010 школа переїжджає в облаштовані шкільні приміщення, «потіснивши» свого сусіда — середню загальноосвітню школу № 243 на Подолі. Уряд Німеччини вклав у облаштування 260 000 євро. Спонсорську допомогу надавали та брали участь в облаштуванні та у ремонті школи як німецькі, так і українські компанії, такі як «Делегація німецької економіки в Україні» (нім. Delegation der Deutschen Wirtschaft),, «Архітектура та Екологія», «Dyckerhoff Ukraine» та інші.
|                                               | ... Ми відчули, що була робота, тут десятки рук допомогли Щоб сьогодні наші любі діти в новий дім навчатися пішли. Ми вітаєм Вас, «Німецька школа», з третім роком і новим життям! Хай щастить в житті та у навчанні вашим симпатичним школярам! |
| — Побажання від компанії «Dyckerhoff Ukraine» | |

По переїзді обидві школи користувалися спільним стадіоном, спортивним залом та рядом інших об'єктів інфраструктури. Школа також отримувала і отримує спонсорську допомогу і підтримку та співпрацює із навчальними закладами і установами як України, так і Німеччини.
У 2018 році DSK відсвяткувала своє 10-річчя. Святкові заходи почалися 19 травня Днем відкритих дверей та Міжнародним музичним фестивалем «Народна музика об'єднує». 1 червня стартував Благодійний марафон, за результатами якого були зібрані кошти на навчальне обладнання для класів Боярської спеціальної загальноосвітньої школи — інтернату І-ІІ ступенів (школа-інтернат для слабозорих діток). А 30 червня відбулося урочисте святкування — Шкільний бал. Спонсорську допомогу у святкування  надавали та брали участь у організації: «ПроКредит Банк», компанії «УФІК-Агро», Fotome, «Активна країна» та спортклуб «Подольский».

## Взірцева німецька школа за кордоном
У жовтні 2017 року після проходження державної інспекції (нім. Bund-Länder-Inspektion, BLI) школа отримала статус «Взірцева німецька школа за кордоном» (нім. Exzellente Deutsche Auslandsschule). Інспекція BLI проводиться з 2008 року Конференцією міністрів освіти (нім. Kultusministerkonferenz, KMK)
і є інструментом управління педагогічної якості (PQM) для німецьких шкіл за кордоном. Відзнака «Взірцева німецька школа за кордоном» (нім. Exzellente Deutsche Auslandsschule) є найвищою.
30 травня 2018 року Федеральний президент Німеччини Франк-Вальтер Штайнмаєр в рамках 10-річного ювілею ініціативи PASCH «Школи: партнери майбутнього» офіційно нагородив Німецьку школу в Києві відзнакою якості «Взірцева школа за кордоном».

## Освітні програми та освітні рівні
Школа та її німецькі освітні програми є визнаними у Німеччині та контролюються ZfA. Українські освітні програми ліцензовані Міністерством освіти і науки України. Освітні програми передбачають можливість здобути освіту і отримати документи про наступні освітні рівні:

### За німецькими освітніми програмами
- загальна середня освіта (нім. Hauptschulabschluss) — свідоцтво про базову середню освіту (після закінчення 9 класу);
- повна загальна середня освіта (нім. Mittlere Schulabschluss) проміжний сертифікат — свідоцтво про повну загальну середню освіту (в Німеччині називається «атестат про закінчення реальної школи»), (після закінчення 10 класу);
- Абітур (нім. Abitur) (за підтримки з боку федеральної землі Саксонія), який дає можливість вступати до університетів Німеччини та багатьох держав Європи (після закінчення 12 класу).

### За українськими освітніми програмами
- базова загальна середня освіта — свідоцтво про базову загальну середню освіту (після закінчення 9 класу);
- повна загальна середня освіта — атестат про повну загальну середню освіту (після закінчення 11 класу), який надає можливість вступу до вищих навчальних закладів України.

Результати Зовнішнього незалежного оцінювання, отримані випускниками шкіл у 2021 році, показали найвищий рейтинг Deutsche Schule Kiew серед  міжнародних шкіл, які працюють у Києві

## Опис
Школа фінансується ZfA за кредитним рейтингом рівня «АА». До складу DSK входять дитячий садочок та початкова і середня школи. Загалом у школі 148 учнів, серед яких діти громадян Німеччини, Австрії, Люксембургу, Ліхтенштейну, Швейцарії, Туреччини та інших країн, які тимчасово проживають в Києві, та діти українських громадян. Загальна кількість вчителів — 33, більшість з яких  — німецькомовні. Навчання за українськими освітніми програмами проводять українські вчителі.

### Німецько-український дитячий садок KіTа
Німецько-український дитячий садок KіTа є частиною Німецько-української міжкультурної школи у м. Києві. Розташований по Древлянській вулиці, 13 (колишня вулиця Якіра).
У садочку діти розбиті на декілька вікових груп. Навчання і виховання дитини забезпечується на двох етапах:
- активний і креативний розвиток дитини із знайомством та вивченням німецької і української (віком від 1,5 до 5 років):
  - молодша група «Гномики» віком від 1,5 до 3 років;
  - середня група «Зірочки» віком від 3 до 5 років;
  - середня група «Сонечка» віком від 3 до 5 років;
- підготовка до процесу систематичного навчання в школі за двомовною програмою (підготовча група віком від 5 років):
  - старша група «Дошколярики» віком від 5 років.

### Школа
Будівлі DSK розташовані на Подолі :
- початкова школа — вул. Новомостицька, 10, де ділить приміщення з українським закладом загальної середньої освіти № 243,

- середня та старша школа — вул. Новомостицька, 2.

Організація освітнього процесу здійснюється на декількох рівнях:
- початкова школа (молодші класи — учні віком від 6-7 до 9-10 років; класи від 1-го по 4-ий включно);
- середня школа (середі класи — учні віком від 10-11 до 14-15 років; класи від 5-го по 9-ий включно);
- середня школа (старші класи — учні віком від 15-16 років до 16-17; класи від 10-го по 12-ий включно).